# ناندیتا داس
ناندیتا داس (انگلیسی: Nandita Das؛ زادهٔ ۷ نوامبر ۱۹۶۹) یک کارگردان و هنرپیشه اهل هند است.
از فیلم‌ها یا برنامه‌های تلویزیونی که وی در آن نقش داشته است می‌توان به آتش اشاره کرد.

## فیلمشناسی
- مانتو
- آتش
- زمین
- عکس
- پدر
- تحریک
- بوسه بر روی گونه
- من هستم
- موفق باشید
- قتل قراردادی